# Cục Chính trị, Quân chủng Hải quân Việt Nam
Cục Chính trị trực thuộc Quân chủng Hải quân thành lập ngày 24 tháng 1 năm 1959 là cơ quan chỉ huy, tham mưu của Quân chủng Hải quân, đặt dưới sự lãnh đạo toàn diện của Đảng ủy Quân chủng Hải quân, trực tiếp là sự lãnh đạo của Đảng ủy Cục Chính trị và chỉ huy, quản lý toàn diện của Tư lệnh Quân chủng Hải quân nhằm thực hiện nhiệm vụ chiến đấu và sẵn sàng chiến đấu.

## Lịch sử
Ngày 24 tháng 1 năm 1959, Bộ Quốc phòng ra Nghị định số 320- NĐ thành lập Cục Hải quân trên cơ sở Cục Phòng thủ bờ biển. Cơ quan Cục Hải quân có năm phòng gồm: Phòng Tham mưu, Phòng Chính trị, Phòng Hậu cần, Phòng Công trình và Phòng Đo đạc biển. Phát triển từ Phòng Chính trị (năm 1959), Cục Chính trị (năm 1964) và chính thức mang tên Cục Chính trị Hải quân từ năm 1970 đến nay.

## Chức năng
Cục Chính trị thuộc Quân chủng Hải quân có chức năng tham mưu cho Đảng ủy và Tư lệnh Quân chủng Hải quân chỉ đạo nghiệp vụ công tác Đảng, công tác chính trị trong Quân chủng.

## Lãnh đạo hiện nay
- Cục trưởngː Đại tá Vũ Anh Tuấn
- Phó Cục trưởng: Đại tá Hồ Thanh Hoàn (nguyên Chính ủy Vùng 1 Hải quân)

## Tổ chức Đảng
Từ năm 2006 thực hiện chế độ Chính ủy, Chính trị viên trong Quân đội. Tổ chức Đảng bộ của Cục Chính trị như sau:
- Đảng bộ Quân chủng Hải quân là cao nhất.
- Đảng bộ Cục Chính trị thuộc Đảng bộ Quân chủng Hải quân
- Đảng bộ các đơn vị trực thuộc Cục Chính trị (tương đương cấp Tiểu đoàn và Trung đoàn)
- Chi bộ các cơ quan đơn vị trực thuộc các đơn vị cơ sở (tương đương cấp Đại đội)

Ban Thường vụ của Cục Chính trị gồmː
- Bí thư Đảng ủy Cục Chính trịː Phó Cục trưởng Cục Chính trị đảm nhiệm
- Phó Bí thư Đảng ủy Cục Chính trịː Cục trưởng Cục Chính trị đảm nhiệm.
- Ủy viên Thường vụ Cục Chính trịː Thường là các Phó Cục trưởng Cục Chính trị còn lại.

## Tổ chức chính quyền

### Cơ quan
- Toà án Quân sự
- Viện kiểm sát Quân sự
- Phòng Kế hoạch - Tổng hợp
- Phòng Tuyên huấn
- Phòng Cán bộ
- Phòng Tổ chức
- Phòng Dân vận
- Phòng Bảo vệ An ninh
- Phòng Chính sách
- Phòng Công tác quần chúng
- Ban Tài chính
- Ban Chính trị

### Cơ sở
- Bảo tàng Quân chủng
- Báo Hải quân
- Đoàn Nghệ thuật
- Đoàn An điều dưỡng 22
- Xưởng In

## Khen thưởng
- Anh hùng lực lượng vũ trang nhân dân (2015)[8]
- Huân chương Quân công hạng Ba (2019)[4]

## Hệ thống cơ quan Tham mưu trong Quân đội
- Tổng cục Chính trị thuộc Bộ Quốc phòng
- Cục Chính trị thuộc Bộ Tổng Tham mưu, Tổng cục Chính trị các Quân khu, Quân chủng, Tổng cục, Bộ đội Biên phòng, Cảnh sát biển, Học viện Quốc phòng, Bộ Tư lệnh Thủ đô Hà Nội, Quân đoàn, Binh chủng và tương đương.
- Phòng Chính trị thuộc các Sư đoàn, Lữ đoàn, Vùng Cảnh sát biển, Bộ CHQS tỉnh, thành phố trực thuộc TW, Bộ CHBP tỉnh, thành phố trực thuộc TW và tương đương.
- Ban Chính trị thuộc các Trung đoàn, Ban chỉ huy quân sự quận, huyện, thị xã và tương đương.

## Cục trưởng qua các thời kỳ
- 2008, Nguyễn Cộng hòa, Chuẩn Đô đốc (1.2008), sau Phó Chính ủy Quân chủng Hải quân
- 2008-2013, Phạm Ngọc Chấn, Chuẩn Đô đốc
- 2013-2015, Đặng Minh Hải, Chuẩn Đô đốc (2013), sau Phó Chính ủy Quân chủng Hải quân (2015-nay)
- 2015-2018, Phạm Văn Vững, Chuẩn Đô đốc (2016), sau Chính ủy Quân chủng Hải quân (2018-nay)
- 2018-nay, Đoàn Văn Chiều, Chuẩn Đô đốc

## Phó Cục trưởng qua các thời kỳ
- Phạm Văn Sơn, Chuẩn Đô đốc[9]
- Đinh Gia Thật, Chuẩn Đô đốc, Phó Đô đốc, sau làm Chính ủy Quân chủng Hải quân
- Bùi Sỹ Trinh, Chuẩn Đô đốc[10]
- Mai Trọng Định, Chuẩn Đô đốc[11]
- Nguyễn Phong Cảnh, Chuẩn Đô đốc[12], nguyên Chính ủy Vùng 2 Hải quân
- 2015-2018, Đoàn Văn Chiều, Chuẩn Đô đốc, sau là Cục trưởng[13]
- Phạm Văn Luyện, Chuẩn Đô đốc[14]
- Ngô Văn Thuân, Chuẩn Đô đốc[15]
- Phạm Văn Quang, Chuẩn Đô đốc[16]